# Münchner Wissenschaftsnetz
Das Münchner Wissenschaftsnetz (MWN) wird vom Leibniz-Rechenzentrum (LRZ) betrieben und verbindet die Ludwig-Maximilians-Universität München (LMU), die Technische Universität München (TUM), die Hochschule für angewandte Wissenschaften München (HM), die Hochschule Weihenstephan-Triesdorf, die Bayerische Akademie der Wissenschaften sowie weitere Einrichtungen, wie etwa Studentenwohnheime.
Es ermöglicht die Datenkommunikation untereinander sowie den Internetzugang. Das Netzrückgrat (Backbone) und viele Teilnetze werden vom LRZ betrieben, lokale Netze innerhalb von Instituten werden meistens von Institutspersonal betreut.
Das MWN verbindet mit ca. 300 km Glasfaserkabel über 400 Gebäude an 60 Standorten. In den Gebäuden werden über 100.000 Systeme (Server, PCs, Drucker usw.) mit 1.100 km Glasfaser- und 2.000 km Kupferdrahtkabel an mehr als 1.000 aktive Netzkomponenten verbunden. Des Weiteren werden über 2.500 Wireless Access Points in vielen Hochschularealen betrieben.
Die Internetanbindung ist über zwei X-WiN-Anschlüsse mit je 2 × 10 Gbit/s realisiert, über den pro Monat mehr als etwa 1,3 Pbyte Daten transferiert werden.